# Ridderorden in Libië
Libië, sinds 1969 de "Libische Arabische Republiek", heeft in drie opeenvolgende fasen in haar geschiedenis ridderorden gekend.

## De Italiaanse kolonie
- De Koloniale Orde van de Ster van Italië 1914 (Ordine Coloniale della Stella d'Italia)

## Het koninkrijk Libië
- De Orde van de Grote Veroveraar
- De Orde van Idris I
- De Orde van de Onafhankelijkheid 1951 (Wissam al-Istikal)
- De Orde van Ibn Ali al-Senoussi 1951 (Wissam-al-Ibn Ali al-Senoussi)

## De republiek Libië
- De Orde van de Republiek Libië
- De Orde van Verdienste voor het Volk (People's Service Order
- De Orde van Verdienste voor het Parlement
- De Orde van Dapperheid (Order of Courage)
- De Orde van de Militaire Ster
- De Orde van Vakmanschap (Order of Good Workmanship)
- De Orde van de Goede Burger (Order of the Good Citizen)
- De Orde van de Grote Overwinning (Wissam-al-Fatah )
- De Orde van de Heilige Oorlog 1971 (Wissam-al-Jihad)
- De Orde van de Trouw (Order of Loyalty)